# Espace économique européen
L'Espace économique européen (EEE) est une union économique rassemblant trente États européens : les vingt-sept États membres de l'Union européenne (UE) et trois des quatre États membres de l'Association européenne de libre-échange (AELE).
Jusqu'au 1er janvier 2009, l'Union européenne ne faisait pas directement partie de l'accord : elle l'était indirectement par la Communauté européenne (CE), l'un des trois piliers composant l'Union européenne qui faisait partie à l'accord. Depuis la disparition de la structure de l'Union en piliers, l'UE en tant que telle est membre de l'EEE.
L'EEE résulte d'un nouvel accord d'association signé en mai 1992 entre les États membres de la Communauté européenne, partie à l'accord conjointement avec chacun de ses États membres, et les États membres de l'AELE. La Suisse ayant refusé par référendum la ratification de ce traité (1992), ne sont concernés que trois pays de l'AELE : l'Islande, la Norvège et le Liechtenstein. Depuis, la Suisse a toutefois signé de nouveaux accords bilatéraux avec l'UE, mais en dehors du champ de l'EEE.
L'accord assure la libre circulation des marchandises, des services, des capitaux et des personnes (les quatre libertés). Il inclut également des accords encadrant la politique de concurrence, la protection des consommateurs ou l'éducation. Cela est atteint en généralisant l'acquis communautaire dans ces domaines aux membres de l'AELE concernés, en échange d'un droit de consultation lors de la préparation des directives européennes.
L'accord exclut de son champ d'application les produits agricoles non-transformés ainsi que la pêche et ne prévoit pas de coordination des tarifs douaniers, ce qui l'empêche d'être considéré comme une union douanière. On peut considérer que c'est une union économique sans union douanière, ce qui est un cas très atypique car une union économique, monétaire ou non, est habituellement le degré le plus poussé de coopération internationale économique et inclut une union douanière.

## Histoire
Dès la fondation de l'AELE en 1960, les relations entre la Communauté économique européenne (CEE) et les États membres de l'AELE est l'un des buts de cette dernière organisation. Après l'adhésion d'anciens pays de l'AELE – le Royaume-Uni, le Danemark et l'Irlande – à la CEE en 1973, une coopération plus étroite entre l'AELE et la CEE se développe. La première étape importante est atteinte lorsque chaque État de l'AELE conclut unilatéralement des traités de libre-échange avec la CEE entre 1972 et 1977.
Dès le milieu des années 1980, le degré d'intégration économique augmente à l'intérieur de l'UE, en particulier grâce au programme du marché intérieur (la réalisation des quatre libertés : libre circulation des personnes, des marchandises, des services et des capitaux). En 1984, la construction d'un espace économique européen est abordée à une conférence des ministres communes entre la CEE et l'AELE à Luxembourg.
En 1987, les membres de CEE codifient l'Acte unique européen qu'ils appliqueront en 1992. En 1989, le président de la Commission Jacques Delors propose de permettre la participation de sept États de l'AELE au marché intérieur de l'UE. En 1990 commencent les pourparlers concrets qui prennent fin le 2 mai 1992 à Porto (Portugal) par la signature du traité sur l'Espace économique européen.
Les parties contractantes étaient les douze États membres de l'UE à ce moment (l'Allemagne, la Belgique, le Danemark, l'Espagne, la France, la Grèce, l'Irlande, l'Italie, le Luxembourg, les Pays-Bas, le Portugal, le Royaume-Uni) ainsi que les sept États de l'AELE (l'Autriche, la Finlande, l'Islande, le Liechtenstein, la Norvège, la Suède et la Suisse). Tous les États de l'AELE, sauf la Suisse, ont ratifié le traité de création de l'Espace économique européen qui est entré en vigueur le 1er janvier 1994. Le Liechtenstein, cependant, ne participait pas complètement jusqu'au 1er mai 1995. Ainsi, quatre des cinq micro-États européens (soit l'Andorre, Monaco, Saint-Marin et le Vatican) ne sont pas membres de l'EEE.

### Évolution
- 2 mai 1992 : Signature du traité sur l'Espace économique européen par l'UE (les douze États membres de l'UE d'alors) et les États de l'AELE (la Finlande, la Suède, l'Islande, le Liechtenstein, la Norvège, l'Autriche, la Suisse) à Porto.
- 1er janvier 1994 : Entrée en vigueur du traité pour la Finlande, l'Islande, la Norvège, l'Autriche et la Suède.
- 17 mars 1994 : Accommodation du traité puisque la Suisse ne le ratifie pas.
- 1er mai 1995 : Entrée en vigueur de la convention de l'Espace économique européen pour le Liechtenstein.
- 14 octobre 2003 : Signature, à Luxembourg, du traité pour le premier élargissement de l'Espace économique européen aux candidats à l'adhésion à l'UE (la Tchéquie, l'Estonie, la république de Chypre, la Lettonie, la Lituanie, la Hongrie, Malte, la Pologne, la Slovénie et la Slovaquie) et les États de l'AELE restants (la Norvège, l'Islande, le Liechtenstein, sans la Suisse).
- 1er mai 2004 : Entrée en vigueur du premier traité d'élargissement, simultanément à l'adhésion des nouveaux États à l'UE.
- 25 juillet 2007 : Signature, à Bruxelles, du traité pour le deuxième élargissement de l'Espace économique européen aux nouveaux États membres de l'UE (la Bulgarie et la Roumanie) et les États restants de l'AELE (la Norvège, l'Islande, le Liechtenstein, sans la Suisse)
- 1er août 2007 : Entrée en vigueur du deuxième traité d'élargissement pour la Bulgarie et la Roumanie, sept mois après leur adhésion à l'UE.
- 11 avril 2014 : Signature du traité pour le troisième élargissement de l'Espace économique européen à la Croatie.
- 1er février 2020 : Retrait du Royaume-Uni de l'Union européenne, ce qui le fait sortir du périmètre de l'EEE en application de l'article 126 de l'accord[1]. Le Royaume-Uni demeure toutefois traité comme un État membre jusqu'au 31 décembre 2020[2].
- 19 février 2025 : Entrée en vigueur complète de l'accord pour la Croatie, douze ans après son adhésion à l'UE.

## Objectifs
L'EEE permet d'étendre, aux trois pays de l'AELE membres de l'EEE, les quatre libertés qui fondent le marché unique de l'Union européenne :
- Liberté de circulation des marchandises : règle de l'origine avec une marque « origine EEE », règles techniques, normes, essais et certifications, contrôles vétérinaires.
- Liberté de circulation des services : services financiers (banques, assurances, investissements…), télécommunications, audiovisuel (protection des données, publicité télévisée…), transport.
- Liberté de circulation des capitaux : investissements directs à l'étranger.
- Liberté de circulation des personnes : liberté d'établissement dans un pays de l'EEE, reconnaissance des diplômes, législation dans le domaine de la sécurité sociale.

En contrepartie, les trois pays EEE-AELE doivent adopter l'acquis communautaire concernant les domaines couverts par l'accord (les règles qui gouvernent les quatre libertés de circulation) comme la concurrence et les aides d'État, la protection des consommateurs et de l'environnement…
Parallèlement, une coopération assidue est poursuivie dans les domaines de la recherche, l'éducation, la politique sociale, la politique de l'environnement. L'Islande, le Liechtenstein et la Norvège participent également à certains programmes de coopération entre acteurs de l'Union européenne : 6e programme cadre de recherche et développement, Socrates pour l'éducation, Leonardo pour la formation professionnelle ou encore Media Plus pour l'audiovisuel.

## Libertés et obligations
L'EEE est fondé, comme la Communauté européenne, sur les « quatre libertés » (citées ci-dessus). Par conséquent, les pays de l'AELE participent au libre-échange avec l'Union européenne.
En contrepartie, ces pays doivent adopter une partie des lois de l'Union européenne. Ces États ont cependant peu d'influence sur le processus de prise de décisions à Bruxelles, leur intervention dans le processus législatif étant limitée à une participation aux travaux préparatoires des actes législatifs.
Les pays de l'AELE faisant partie de l'EEE n'obéissent pas aux contraintes financières associées à l'adhésion à l'Union européenne, bien qu'ils contribuent financièrement au marché commun européen.
Après l'élargissement de l'EU/EEE en 2004 il y eut un décuplement de la contribution financière[À quoi ?] des États de l'EEE, notamment en Norvège, pour maintenir la cohésion sociale et économique du marché intérieur (1 167 millions d'euros en plus de cinq ans)[réf. nécessaire].
Les pays de l'AELE ne reçoivent pas de financement et de fonds de développement de la part de l'Union européenne.

### Fonctionnement de l'EEE
Les décisions préparatoires modifiant l'accord sont prises par consensus entre l'Union européenne et l'AELE au sein du Conseil de l'EEE, où siègent les ministres des pays membres et la Commission européenne. Le Comité mixte de l'EEE, composé de hauts fonctionnaires, est responsable du fonctionnement courant. La Cour de justice de l'Union européenne et la Cour de justice de l'AELE assurent le contrôle judiciaire.

## Législation
Les États membres de l'EEE non-membres de l'UE (Islande, Liechtenstein et Norvège) ont consenti à adopter une législation similaire à celle passée dans l'Union dans les domaines de politique sociale, de protection du consommateur, d'environnement, de droit des affaires et de statistiques. Ce sont certains des domaines couverts par la Communauté européenne, le premier pilier de l'Union européenne.
Ces États tiers à l'UE ne sont pas représentés au sein d'institutions de l'Union européenne telles que la Commission européenne ou le Parlement européen. En février 2001, le Premier ministre norvégien Jens Stoltenberg décrivait la situation comme une « démocratie faxée », avec la Norvège qui attendait que sa dernière législation soit faxée depuis la Commission.

## Institutions
Le traité de l'espace économique européen partage les tâches à différents organes possédant le pouvoir législatif, exécutif, judiciaire ou la fonction de conseiller.

### Législatif
Le conseil se compose des représentants des gouvernements des États membres. Il développe des lignes directrices qui doivent garantir l'accomplissement des objectifs de l'accord. Le comité parlementaire de l'Espace économique européen se compose des membres du parlement européen et des parlements des États de l'AELE. Il peut émettre ses points de vue sous la forme de rapports ou de résolutions.

### Exécutif
Pour les États de l'UE, la surveillance de l'accomplissement du traité incombe à la commission européenne, et pour les États de l'AELE elle revient à l'Autorité de surveillance de l'AELE.

### Judiciaire
La violation de l'accord est punie, pour les pays de l'Union, par la Cour de justice de l'Union européenne, et pour les États membres de l'AELE par la Cour de justice de l'Association européenne de libre-échange.

### Consultatif
Au sein du comité consultatif se rencontrent des représentants de groupes d'intérêt de chacun des États membres. Il a exclusivement la fonction de consultant.

## Membres
Les signataires de l'accord de l'EEE sont trois des quatre États de l'AELE —l'Islande, le Liechtenstein et la Norvège (à part le Svalbard))— et les 27 États membres de l'Union européenne.
La Suisse ne fait pas partie de l'EEE. Un référendum (selon la constitution suisse) s'est tenu et a rejeté la proposition de rejoindre l'EEE. La Suisse est liée avec l'Union Européenne par des accords bilatéraux Suisse-Union européenne dont le contenu est différent de celui de l'accord créant l'EEE.
L'Autriche, la Finlande et la Suède ont rejoint l'EEE en 1994, mais l'accord de l'EEE a été remplacé par l'adhésion de l'Union européenne en 1995.

### Ratification de l'accord EEE
| État          | Signature,      | Ratification,     | Entrée en vigueur | Notes |
| ------------- | --------------- | ----------------- | ----------------- | --- |
| Allemagne     | 2 mai 1992      | 23 juin 1993      | 1er janvier 1994  | |
| Autriche      | 2 mai 1992      | 15 octobre 1992   | 1er janvier 1994  | A adhéré à l'EEE en tant que membre de l'AELE |
| Belgique      | 2 mai 1992      | 9 novembre 1993   | 1er janvier 1994  | |
| Bulgarie      | 25 juillet 2007 | 29 février 2008   | 9 novembre 2011   | |
| Chypre        | 14 octobre 2003 | 30 avril 2004     | 6 décembre 2005   | |
| Croatie       | 11 avril 2014   | 24 mars 2015      | 19 février 2025   | |
| Danemark      | 2 mai 1992      | 30 décembre 1992  | 1er janvier 1994  | |
| Espagne       | 2 mai 1992      | 3 décembre 1993   | 1er janvier 1994  | |
| Estonie       | 14 octobre 2003 | 13 mai 2004       | 6 décembre 2005   | |
| Finlande      | 2 mai 1992      | 17 décembre 1992  | 1er janvier 1994  | A adhéré à l'EEE en tant que membre de l'AELE |
| France        | 2 mai 1992      | 10 décembre 1993  | 1er janvier 1994  | |
| Grèce         | 2 mai 1992      | 10 septembre 1993 | 1er janvier 1994  | |
| Hongrie       | 14 octobre 2003 | 26 avril 2004     | 6 décembre 2005   | |
| Irlande       | 2 mai 1992      | 29 juillet 1993   | 1er janvier 1994  | |
| Islande       | 2 mai 1992      | 4 février 1993    | 1er janvier 1994  | Membre de l'AELE |
| Italie        | 2 mai 1992      | 15 novembre 1993  | 1er janvier 1994  | |
| Lettonie      | 14 octobre 2003 | 4 mai 2004        | 6 décembre 2005   | |
| Liechtenstein | 2 mai 1992      | 25 avril 1995     | 1er mai 1995      | Membre de l'AELE |
| Lituanie      | 14 octobre 2003 | 27 avril 2004     | 6 décembre 2005   | |
| Luxembourg    | 2 mai 1992      | 21 octobre 1993   | 1er janvier 1994  | |
| Malte         | 14 octobre 2003 | 5 mars 2004       | 6 décembre 2005   | |
| Norvège       | 2 mai 1992      | 19 novembre 1992  | 1er janvier 1994  | Membre de l'AELE |
| Pays-Bas      | 2 mai 1992      | 31 décembre 1992  | 1er janvier 1994  | |
| Pologne       | 14 octobre 2003 | 8 octobre 2004    | 6 décembre 2005   | |
| Portugal      | 2 mai 1992      | 9 mars 1993       | 1er janvier 1994  | |
| Roumanie      | 25 juillet 2007 | 23 mai 2008       | 9 novembre 2011   | |
| Royaume-Uni   | 2 mai 1992      | 15 novembre 1993  | 1er janvier 1994  | Avec le Brexit, le Royaume-Uni n'est plus une partie contractante de l'accord EEE, tout en restant traité comme un État membre jusqu'à la fin 2020, ou jusqu'au 31 janvier 2021même si des débats juridiques ont eu lieu sur la nécessité de notifier ou non ce départ à l'avance,. |
| Slovaquie     | 14 octobre 2003 | 19 mars 2004      | 6 décembre 2005   | |
| Slovénie      | 14 octobre 2003 | 30 juin 2005      | 6 décembre 2005   | |
| Suède         | 2 mai 1992      | 18 décembre 1992  | 1er janvier 1994  | A adhéré à l'EEE en tant que membre de l'AELE |
| Suisse        | 2 mai 1992      | Non               | Non               | Membre de l'AELE La ratification de l'accord sur l'EEE n'a pas été approuvé par référendum. |
| Tchéquie      | 14 octobre 2003 | 10 juin 2004      | 6 décembre 2005   | |
| 1.            |                 |                   |                   | |

### Norvège
Les subventions norvégiennes dans le cadre de l’EEE sont les contributions financières de l'Islande, du Liechtenstein et de la Norvège pour réduire les disparités sociales et économiques en Europe. Sur la période 2004-2009, 1,3 milliard d'euros ont été mis à disposition pour le financement de projet dans les 15 États bénéficiaires en Europe centrale et orientale (la Bulgarie, Chypre, l'Espagne, l'Estonie, la Grèce, la Hongrie, la Lettonie, la Lituanie, Malte, la Pologne, le Portugal, la Tchéquie, la Roumanie, la Slovaquie et la Slovénie).
Ces subventions furent établies simultanément à l'élargissement de l'EEE en 2004, qui réunit l'UE, l'Islande, le Liechtenstein et la Norvège dans le marché intérieur.

### Autriche, Finlande et Suède
L'Autriche, la Finlande et la Suède ont adhéré à l'UE le 1er janvier 1995. Les conventions du traité de l'EEE entre ces pays et les autres membres de l'UE n'ont été en application qu'entre le 1er janvier 1994 et le 31 décembre 1994 ; par la suite, le traité de l'UE devint prééminent.

### Liechtenstein
Une semaine après le « non » suisse, un référendum eut lieu au Liechtenstein et le « oui » l'emporta. Le prince régnant s'était déjà prononcé pour le traité de l'EEE. Étant donné que le Liechtenstein appartient en même temps à l'espace économique suisse et qu'il forme avec elle une union monétaire et douanière, le texte du traité devait donc être revu pour prendre en compte cette situation contradictoire (chevauchement des deux espaces). Un procès-verbal d'adaptation à la convention créant l'EEE fut approuvé par le peuple liechtensteinois le 9 avril 1995, de telle sorte que le pays put appliquer effectivement le traité à partir du 1er mai 1995.

### Bulgarie et Roumanie
La Bulgarie et la Roumanie sont depuis le 1er janvier 2007 membres de l'UE, mais elles n'intégrèrent l'EEE qu'à partir du 1er août 2007. Durant la période de transition, ceci conduisit à une étrange situation dans laquelle le libre-échange entre les États de l'AELE et les deux pays entrants n'était garanti contractuellement que par le biais d'un autre pays-membre de l'EEE.

### Croatie
En tant que membre de l'Union européenne, la Croatie doit demander à devenir membre de l'EEE. Cette demande s'est poursuivie par un processus de ratification du traité et un application provisoire de l'accord qui commence en 2014. La Croatie devient plainement membre de l'Espace le 19 février 2025 après ratification de l'accord, la veille, par le parlement européen, dernier parlement à le faire.

## Non membres

### Cas de la Suisse
La Suisse n'a pas ratifié la convention de l'Espace économique européen et elle était la seule à ne pas le faire parmi les États de l'AELE. Lors du référendum, une courte majorité du peuple suisse (50,3 % de non) et des cantons (dans le cadre d'une ratification de traité, l'article 142 de la constitution suisse exige également que les votes favorables soient majoritaires dans au moins la moitié des cantons) dit non à une participation de la Suisse à l'EEE le 6 décembre 1992. Le Conseil fédéral (le gouvernement suisse) n'était pas obligé de déclencher la procédure du référendum puisqu'il ne s'agissait pas d'une adhésion à une organisation internationale (où le référendum est obligatoire) mais simplement à un espace économique (où le référendum est facultatif). Toutefois, le Conseil fédéral l'a fait par voie référendaire pour conférer une légitimité plus forte à cette décision. Malgré son « non », la Suisse profite d'un statut d'observateur, ce qui lui permet de suivre de près l'évolution du droit européen (EEE et UE). Et l'article 128 lui permet l'adhésion dès qu'elle le souhaite.
La Suisse a passé des accords bilatéraux et, depuis lors, elle poursuit par ce biais son objectif de faire participer le pays aux quatre libertés de l'EEE. Contrairement à l'EEE, il n'y a que deux partenaires dans les négociations bilatérales – la Commission européenne et le gouvernement suisse – ce qui a rendu possible des accords plus spécifiques en faveur de la seule Suisse[Selon qui ?]. Les négociations sectorielles commencent deux ans après le « non » à l'EEE. Sept accords sectoriels sont signés en 1999, ils entrent en vigueur le 1er juin 2002.
En 2004 suit la signature d'un deuxième volet des accords sectoriels (bilatéraux II), dont l'entrée en vigueur se terminait en 2009 par la fin des contrôles aux frontières (fin des contrôles concernant la libre circulation des personnes mais pas la fin des contrôles douaniers puisque la Suisse ne fait pas partie d'une union douanière avec l'Union européenne).

## Différences entre l'EEE et l'Union européenne
L'EEE ne concerne pas les produits de l'agriculture et de la pêche, la mise en place de tarifs douaniers communs vis-à-vis des pays tiers, etc. Ainsi, même si 80 % de la législation du marché unique de l'Union européenne est reprise dans le cadre de l'EEE, celui-ci n'est pas véritablement un marché unique comme celui qui existe entre les États membres de l'Union européenne.
L'EEE ne couvre pas tous les domaines d'action de l'Union européenne : la Politique agricole commune, la mise en place de la monnaie unique, la Politique étrangère et de sécurité commune, la coopération policière et judiciaire en matière pénale restent exclues des accords, mais font l’objet de coopérations négociées séparément et qui n'entrent pas encore dans les attributions de l’EEE.
En cas de conflit juridique entre les arrêts de la Cour de justice de l'Union européenne et ceux de la Cour de justice de l’AELE, des négociations sont menées bilatéralement entre les représentants de l’UE et de l’AELE, au sein du Comité mixte de l’EEE (sauf pour la Suisse).